# Rudnai Ottó
Rudnai Ottó (Reinhardt, Lovrin, 1917. február 14. – Budapest, 1986. szeptember 6.) magyar orvos, mikrobiológus, közegészségtan-járványtan szakorvos, egyetemi tanár, az orvostudományok kandidátusa.

## Élete
Reinhardt Péter (1878–1956) és Kovatsek Anna (1882–1962) fiaként született a Torontál vármegyei Lovrinban. Családjával gyermekkorában Budapestre költözött, ahol édesapja tisztiorvosként dolgozott.
Középiskolai tanulmányait 1927 és 1935 között a Magyar Kegyestanítórend Budapesti Gimnáziumában végezte. A budapesti Pázmány Péter Tudományegyetemen 1943. június 26-án avatták orvosdoktorrá, majd tiszteletdíjas orvosként az Országos Közegészségügyi Intézet (OKI) járványügyi osztályának munkatársa lett. 1944 és 1950 között az intézet adjunktusa, 1950-től 1960-ig tudományos munkatársa volt. 1948-ban tisztiorvosi és sportorvosi, 1959-ben pedig közegészségügyi és járványügyi szakorvosi képesítést szerzett. 1955-től a Hygiénikus Orvosképző Tanfolyam vezetője volt.
1960 és 1970 között az OKI kinevezett osztályvezetőjeként, majd 1970-től 1975-ig a járványügyi és mikrobiológiai főosztály vezetőjeként dolgozott, 1975 és 1985 között pedig az intézet főigazgató-helyettese volt, a magyar közegészség-járványügy elméleti és gyakorlati feladataival foglalkozott. 1960-ban az orvostudomány kandidátusa lett, majd 1979-ben pedig a trópusi betegségek szakorvosává minősítették. 1972-ben címzetes egyetemi docens lett, majd 1975-ben az Orvostovábbképző Intézet főiskolai tanárává választották, itt a közegészségügyi-járványügyi ellenőri szak vezetője volt. 1977-től haláláig vezette egyetemi tanárként az OKI bázisán működő Közegészségtani-járványtani Tanszéket.
Fő kutatási területei a dizentéria, a poliomyelitis, a salmonellosis és a kanyaró voltak, munkássága a gyakorlati járványügyben is jelentős. Számos tudományos közleménye, könyve, könyvfejezete és jegyzete jelent meg. Főtitkára, majd elnöke lett a Magyar Hygienikusok Társaságának. Tevékenységét 1971-ben Fodor József-emlékéremmel ismerték el, 1973-ban pedig a kelet-német Gesellschaft für Seuchenschutz levelező tagjává választották.

### Családja
Felesége Lám Mária volt, Lám Elemér gyógyszerész és csebi Pogány Auróra lánya. Fiuk dr. Rudnai Péter.

## Főbb művei
- A fertőző betegségek elleni küzdelem gyakorlata (Budapest, 1954)
- Általános és részletes járványtan (társszerző, Budapest, 1954)
- Dysenteria (társszerző, Budapest, 1955)
- Közegészségtan és járványtan (tankönyv, szerk., Budapest, 1958)
- Járványtan (Budapest, 1961)
- A járványügy gyakorlati kérdései (Budapest, 1968)